# ألكس يبيس
ألكس يبيس (بالإسبانية: Alex Yepes)‏ هو لاعب كرة الصالات ‏ ولاعب كرة قدم إسباني، ولد في 12 مارس 1989 في ثيثا في إسبانيا. لعب مع ElPozo Murcia FS ‏.

## وصلات خارجية
- ألكس يبيس على موقع الاتحاد الأوربي (الإنجليزية)